# لامبرت كورتويس
لامبرت كورتويس (بالفرنسية: Lambert Courtois)‏ هو مغني وملحن فرنسي، (و. العقد 1520 – 1563 م).

## وصلات خارجية
- لامبرت كورتويس على موقع ميوزك برينز (الإنجليزية)